# Штабка
Штабка — река в России, протекает по Павловскому району Алтайского края. Устье реки находится в 27 км по левому берегу реки Барнаулка. Длина реки составляет 17 км.

## Данные водного реестра
По данным государственного водного реестра России, река Штабка относится к Верхнеобскому бассейновому округу.